# Robert Huber
För den finländske idrottaren med samma namn, se Robert Huber (idrottare)
För den finländske företagaren och grundaren av Huber med samma namn, se Jacob Robert Huber
Robert Huber, född i München 20 februari 1937, är en tysk kemist. Huber emottog tillsammans med Hartmut Michel och Johann Deisenhofer Nobelpriset i kemi 1988 med motiveringen "för bestämning av den tredimensionella strukturen hos ett fotosyntetiskt reaktionscentrum".
Deisenhofer, Huber och Michel var de första som i detalj, atom för atom, beskrev hur olika proteiner, aktiva i den fotosyntetiska processen i vissa bakterier, var uppbyggda. Deras arbete har också haft betydelse för att förstå motsvarande processer i högre organismer som alger och växter.

## Utmärkelser
- Otto Warburg-medaljen,  1977[6]
- Emil-von-Behring-Preis,  1982
- Richard-Kuhn-Medaille,  1987
- Nobelpriset i kemi, med  Johann Deisenhofer och Hartmut Michel,  1988[7][8]
- Sir Hans Krebs-medaljen,  1992
- Pour le Mérite för vetenskap och konst,  1993[9]
- Maximiliansorden för konst och vetenskap,  1993
- Förbundsrepubliken Tysklands förtjänstorden – stora kommendörskorset med stjärna och axelrem,  1997[10][11]
- Hedersdoktor vid Universitat Autònoma de Barcelona,  1999[12]
- Utländsk ledamot av Royal Society,  13 maj 1999[13]
- Hedersdoktor vid Tsinghuauniversitetet,  2003[14]
- Röntgen-plaketten,  2004
- Hedersdoktor vid Jagellonska universitetet
- Hedersdoktor vid nya universitetet i Lissabon
- Hedersdoktor vid Barcelonas universitet
- Hedersdoktor vid Katholieke Universiteit Leuven

[Redigera Wikidata]